# Richard Pacquette
Richard Pacquette (n. el 28 de enero de 1983 en Paddington, Inglaterra) es un futbolista semi-profesional que juega como delantero para el Havant & Waterlooville F.C. Pacquette nació de padres dominiqueses por lo que juega para la Selección de fútbol de Dominica.  El 6 de febrero de 2008, hizo su debut con Dominica frente a la Selección de fútbol de Barbados.